# Верхняя Курмаза
Верхняя Курмаза (баш. Үрге Көрмәҙе) — село в Бижбулякском районе Башкортостана, относится к Бижбулякскому сельсовету. 

## Население
| 2002 | 2009 | 2010 |
| ---- | ---- | ---- |
| 71   | ↘69  | ↘53  |

В 1917 г. — 427 мордвинов, 60 чувашей, 69 русских, 6 белорусов. 
Согласно переписи 2002 года, преобладающая национальность — эрзяне.

## Географическое положение
Расстояние до:
- районного центра (Бижбуляк): 10 км,
- центра сельсовета (Бижбуляк): 10 км,
- ближайшей ж/д станции (Приютово): 49 км.

## История

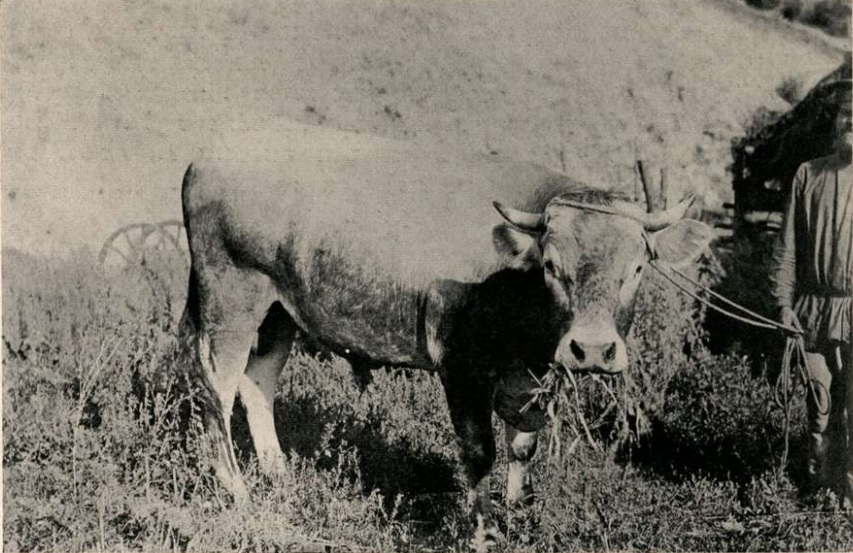
Племенной бык (3/4 швицкой крови) (из книги «Крестьянское хозяйство в России», П.В. Халютин, 1915)

Название происходит от үрге ‘верхний’ и названия речки Көрмәҙе .
Село Верхняя Курмаза («Петровка тож») берет свое начало с 1812 г., когда там поселились государственные крестьяне из мордвы, которые затем стали принимать других. В 1846 г. по распоряжению начальства государственных имуществ сюда из д. Кожаево было переселено 30 крестьян. В 1816 г. было 358, в 1834 г. — 378, в 1870 г. — 364 мордвы, 106 чувашей, в 1917 г. — 427 мордвинов, 60 чувашей, 69 русских, 6 белорусов. 
С конца XIX в. действовало земское одноклассное училище, в котором в 1909 г. обучалось 36 детей, в т.ч. 15 девочек.
В книге П. В. Халютина «Крестьянское хозяйство в России» (1915 г.) упоминается крестьянин этого села Давыд Матвеев, получивший, в числе других, премию в размере 300 рублей в память 300-летия Дома Романовых за отличное ведение хозяйства. Матвеев имел около 28 десятин надельной земли. В связи с малым количеством рабочих рук (собственно семья крестьянина) и недостатком сельскохозяйственных орудий Уездная Землеустроительная Комиссия выделила ему безвозвратное пособие: один двухлемешный плуг Эккерта, одну одиннадцатирядную сеялку Гена, железную борону Зиг-Заг и пропашник планет. На показательном поле, устроенном Давыдовым, был введён четырёхпольный севооборот с пятым выводным травяным клином. Отмечены очень высокие урожаи и хорошое ведение Матвеевым хозяйства. Также у крестьянина имелось 3 лошади, 3 головы крупного рогатого скота и 12 голов мелкого.

До 2005 года входил в Тельмановский сельсовет. После объединения Тельмановского и Бижбулякского сельсоветов входит в состав последнего (Закон Республики Башкортостан «Об изменениях в административно-территориальном устройстве Республики Башкортостан, изменениях границ и преобразованиях муниципальных образований в Республике Башкортостан» от 17 декабря 2004 года N 125-з).